# Tombe d'István Iványi
La tombe d'István Iványi (en serbe cyrillique : Гробница Иштвана Ивањија у Суботици ; en serbe latin : Grobnica Ištvana Ivanjija u Subotici) est située à Subotica, dans la province de Voïvodine et dans le district de Bačka septentrionale, en Serbie. Elle est inscrite sur la liste des monuments culturels de grande importance de la République de Serbie (identifiant no SK 1228).

## Présentation
La tombe de l'historien István Iványi (1845-1917) se trouve dans le Bajsko groblje à Subotica. Iványi a enseigné au lycée de Subotica à partir de 1875 et il a participé au développement de l'enseignement et de la culture dans la ville. Il a notamment fondé la Bibliothèque des professeurs (1881), la Bibliothèque des étudiants (1882) et la Bibliothèque municipale de la ville. À partir de 1880, il a rédigé plusieurs ouvrages sur la région.
La plaque tombale est simple et prend la forme d'une stèle rectangulaire stylisée où figurent les informations essentielles sur les morts. L'architrave se confond avec un fronton triangulaire au milieu duquel se trouve une croix aux extrémités trilobées. Des colonnes stylisées massives occupent les côtés.